# Čedomir Jovanović
Čedomir Jovanović (Beograd, 13. travnja 1971.), srbijanski je političar i predsjednik Liberalno-demokratske partije.

## Životopis
Čedomir Jovanović rodio se u Beogradu 1971. godine. Po zanimanju je dramaturg. Jedan je od organizatora studentskih prosvjeda u Beogradu u razdoblju studeni 1996. - veljača 1997. godine. Postao je članom Demokratske stranke 1998. godine.
Nakon pada Slobodana Miloševića s vlasti, listopada 2000. godine, postao je šefom zastupničke skupine vladajuće koalicije Demokratska opozicija Srbije (DOS) u Skupštini Srbije.
Pregovarao je s Miloševićem ožujka 2001. godine, u trenutku njegova uhićenja. Poslije pregovora, Milošević se predao i odveden je u beogradski Centralni zatvor.
Bio je jednim od najbližih suradnika premijera Srbije, Zorana Đinđića, koji je ubijen 12. ožujka 2003. godine. 18. ožujka iste godine, Jovanović je izabran za potpredsjednika Vlade Srbije koju je vodio novi premijer - Zoran Živković.
Godine 2005. napustio je Demokratsku stranku (čiji je lider Boris Tadić) i osnovao Liberalno-demokratsku partiju (mjeseca studenoga 2005. godine)
Dana 21. siječnja 2007. godine, njegova LDP uspjeva ući u Narodnu skupštinu Republike Srbije, nakon što je osvojila 15 zastupničkih mjesta. 
Na izborima za predsjednika Srbije, 20. siječnja 2008. godine, bio je najmlađim predsjedničkim kandidatom i osvojio je 220 tisuća glasova ili 5,3%. U svibnju iste godine, LDP osvojio je 13 zastupničkih mjesta (na izvanrednim izborima za Skupštinu Srbije).
Jovanović je, inače, jedini značajniji srpski političar koji je javno podržavao neovisnost Kosova. Jedan je od rijetkih srbijanskih političara koji smatra Republiku Srpsku genocidnom tvorevinom što je javno izjavio u početkom 2012. godine.

## Vanjske poveznice
- (srp.) Životopis na ldp.rs  Arhivirana inačica izvorne stranice od 21. siječnja 2010. (Wayback Machine)